# Educación ambiental en Colombia
La Educación ambiental en Colombia se entiende como un proceso que le permite al individuo comprender las relaciones de interdependencia con su entorno, con base en el conocimiento reflexivo y crítico de su realidad biofísica, social, política, económica y cultural, para que, a partir de la apropiación de la realidad concreta, se puedan generar en él y en su comunidad actitudes de valoración y respeto por el ambiente. Estas actitudes se sustentan en criterios para el mejoramiento de la calidad de vida y en una concepción de desarrollo sostenible.

## Legislación Colombiana en materia de educación ambiental
- Código Nacional de los recursos Naturales renovables y de protección del medio ambiente. el cual incluye respecto a la educación ambiental regular la conducta humana, individual o colectiva y la actividad de la administración pública, respecto del ambiente y de los recursos naturales renovables y las relaciones que surgen del aprovechamiento y conservación de tales recursos y de ambiente.[2]
- Ley 99 de 1993 por la cual se crea el Ministerio del Medio Ambiente, se reordena el sector público encargado de la gestión y conservación del medio ambiente y los recursos naturales renovables, se organiza el Sistema Nacional Ambiental, SINA, y se dictan otras disposiciones, dentro de las funciones dispuestas para el ministerio del medio ambiente, igualmente junto con el Ministerio de Educación Nacional adoptan a partir de enero de 1995, los planes y programas docentes y los pensum que en los distintos niveles de la educación nacional se adelantaron en relación con el medio ambiente y los recursos naturales renovables.[3]
- La Ley 115 de 1994. La norma expresa que es obligatorio en los niveles de educación formal (preescolar, básica y media) impartir la “enseñanza de la protección del ambiente, la ecología y la preservación de los recursos naturales”, de conformidad con la Carta Política de 1991.[4]
- Ley 70 de 1993, uno de los principios que la fundamenta es La protección del medio ambiente atendiendo a las relaciones establecidas por las comunidades negras con la naturaleza,[5] y en su artículo 34 enfatiza en educación medio ambiental de las comunidades negras y su inclusión en los programas curriculares.
- Decreto 1743 de 1994 por el cual se instituye el Proyecto de educación ambiental para todos los niveles de educación formal, y se fijan criterios para promoción de la educación ambiental no formal e informal y se establecen mecanismos de coordinación entre el Ministerio de Educación Nacional (MEN) y Ministerio del medio Ambiente.[6]
- Plan Decenal de educación (1996-2005), en su proyección Número 11, incorpora la educación ambiental como una perspectiva necesaria para contribuir al mejoramiento de la calidad de vida del país.[1]
- Los lineamientos curriculares de ciencias naturales y educación ambiental (1998), el cual pretende en educación ambiental desarrollar competencias para tratar los problemas ambientales, resultado de los impactos de ciertas actividades humanas sobre diversos ecosistemas que pueden ser estudiados Y apoyados en los conocimientos físicos, químicos y biológicos.[7]

## Perspectivas para la educación ambiental
La aproximación sistémica ambiental permite profundizar en el conocimiento del componente natural, en el contexto social, económico y cultural, y sus dinámicas para comprenderlo en su totalidad sin olvidar elementos referenciales de tiempo y espacio. La compresión de la aproximación sistémica debe contener otras aproximaciones como la científica, la ética, la estética, la interdisciplina, las cuales de manera complementaria e interdependiente aportan elementos fundamentales para el análisis de un problema ambiental y enriquece la argumentación, siempre y cuando se apoye en disciplinas particulares que nutren las explicaciones a nivel particular y por  lo tanto a nivel global.
- Perspectiva interdisciplinaria